# Dreiecksmatrix
Unter einer Dreiecksmatrix versteht man in der Mathematik eine quadratische Matrix, die sich dadurch auszeichnet, dass alle Einträge unterhalb (obere Dreiecksmatrix) bzw. oberhalb (untere Dreiecksmatrix) der Hauptdiagonale null sind. Sind zusätzlich alle Einträge auf der Hauptdiagonale null, so spricht man von einer echten oder strikten Dreiecksmatrix.
Dreiecksmatrizen spielen unter anderem beim Lösen von linearen Gleichungssystemen mittels der LR-Zerlegung eine wichtige Rolle, welche darauf basiert, eine Matrix in das Produkt einer oberen und einer unteren Dreiecksmatrix zu zerlegen.

## Beispiele
Die folgenden Matrizen sind Beispiele für Dreiecksmatrizen:
{\displaystyle {\begin{pmatrix}a_{11}&a_{12}&a_{13}\\0&a_{22}&a_{23}\\0&0&a_{33}\end{pmatrix}}\quad {\text{mit}}\quad a_{ij}\in \mathbb {R} }
{\displaystyle {\begin{pmatrix}3&2&3&4\\0&5&5&6\\0&0&0&7\\0&0&0&9\end{pmatrix}}}.

## Obere und untere Dreiecksmatrix
Eine Matrix wird obere Dreiecksmatrix genannt, falls alle Einträge unterhalb der Hauptdiagonale gleich null sind. Für die Einträge auf der Hauptdiagonale selbst gibt es keine Beschränkungen.
Für eine obere Dreiecksmatrix {\displaystyle A=(a_{ij})} gilt somit: 
{\displaystyle i>j\,\Rightarrow \,a_{ij}=0}.
Analog heißt eine Matrix untere Dreiecksmatrix, falls alle Einträge oberhalb der Hauptdiagonale gleich null sind, also wenn gilt
{\displaystyle i<j\,\Rightarrow \,a_{ij}=0}.

## Normierung
Eine Dreiecksmatrix {\displaystyle A=(a_{ij})} heißt normierte Dreiecksmatrix, falls alle Diagonaleinträge gleich 1 sind:
{\displaystyle a_{ii}=1} für alle {\displaystyle i}.

## Trigonalisierbarkeit
Ist {\displaystyle V} ein Vektorraum über dem Körper {\displaystyle \mathbb {K} } und hat man eine quadratische Matrix {\displaystyle A}, die die Darstellung einer linearen Abbildung {\displaystyle f\colon V\to V} (Vektorraum-Endomorphismus) ist, so heißt diese trigonalisierbar, falls sie bei Betrachtung in einer anderen Basis eine obere Dreiecksgestalt aufweist. Gesucht ist also eine Dreiecksmatrix {\displaystyle B}, die ähnlich zu {\displaystyle A} ist. 
Dies ist genau dann der Fall, falls das charakteristische Polynom von {\displaystyle A} über dem Körper {\displaystyle \mathbb {K} } in Linearfaktoren zerfällt.
Ist {\displaystyle \mathbb {K} =\mathbb {C} }, so ist jede Matrix trigonalisierbar, da nach dem Fundamentalsatz der Algebra der Körper {\displaystyle \mathbb {C} } algebraisch abgeschlossen ist.

## Strikte obere und untere Dreiecksmatrix
Es gibt zwei unterschiedliche Definitionen für den Begriff strikte obere Dreiecksmatrix, je nachdem, ob man allgemeine oder nur invertierbare Matrizen betrachtet. Erstere sind nilpotent, letztere unipotent. Die folgenden Definitionen erfolgen analog für strikte untere Dreiecksmatrizen.

### Nilpotente Dreiecksmatrizen
Bei einer strikten oberen Dreiecksmatrix in diesem Sinne sind alle Einträge sowohl unterhalb als auch auf der Hauptdiagonale der Matrix {\displaystyle 0}. Es gilt somit: 
{\displaystyle i\geq j\,\Rightarrow \,a_{ij}=0.}
Bei einer {\displaystyle n\times n}-Matrix gilt also {\displaystyle A^{n}=0}.

### Unipotente Dreiecksmatrizen
Bei einer strikten oberen Dreiecksmatrix im Sinne invertierbarer Matrizen sind alle Einträge unterhalb der Hauptdiagonale der Matrix {\displaystyle 0}, während die Diagonaleinträge alle gleich {\displaystyle 1} sind (vgl. normierte Dreiecksmatrix oben). Es gilt somit:
{\displaystyle i>j\,\Rightarrow \,a_{ij}=0}
{\displaystyle i=j\,\Rightarrow \,a_{ij}=1}
Eine solche {\displaystyle n\times n}-Matrix {\displaystyle A} sieht also wie folgt aus: {\displaystyle A={\begin{pmatrix}1&b_{1,2}&\cdots &b_{1,n}\\0&\ddots &\ddots &\vdots \\\vdots &\ddots &\ddots &b_{n-1,n}\\0&\cdots &0&1\end{pmatrix}}}.
Eine derartige Matrix {\displaystyle A} ist der Spezialfall einer unipotenten Matrix, d. h., die Matrix {\displaystyle A-I} ist nilpotent, es gibt also eine Zahl {\displaystyle m}, so dass gilt
{\displaystyle (A-I)^{m}=0}.

## Eigenschaften
Es lässt sich beweisen:
- Das Produkt von unteren (oberen) Dreiecksmatrizen ist wieder eine untere (obere) Dreiecksmatrix.
- Das Produkt von strikten unteren (oberen) Dreiecksmatrizen ist wieder eine strikte untere (obere) Dreiecksmatrix.
- Die Inverse einer invertierbaren unteren (oberen) Dreiecksmatrix ist eine untere (obere) Dreiecksmatrix.
- Die Determinante einer Dreiecksmatrix ist das Produkt ihrer Hauptdiagonalelemente.
- Die Eigenwerte einer Dreiecksmatrix sind die Elemente der Hauptdiagonale.

### Algebraische Eigenschaften
- Die Menge aller oberen Dreiecksmatrizen bildet eine auflösbare Lie-Algebra, die Menge aller nilpotenten oberen Dreiecksmatrizen eine nilpotente Lie-Algebra.
- Die Menge aller invertierbaren oberen Dreiecksmatrizen bildet eine auflösbare Gruppe, die Menge aller unipotenten oberen Dreiecksmatrizen eine nilpotente Gruppe.
- Die Anzahl der Elemente einer {\displaystyle n\times n}-Dreiecksmatrix, die von Null verschieden sein können, ist {\displaystyle {\tfrac {n(n+1)}{2}}}; dies ist auch die Dimension als Lie-Gruppe oder algebraische Gruppe.

## Einsatz von Dreiecksmatrizen
Wegen ihrer speziellen Eigenschaften werden Dreiecksmatrizen an verschiedenen Stellen, insbesondere auch bei Verfahren der numerischen Mathematik eingesetzt. Bei der folgenden Aufstellung wird der Körper {\displaystyle \mathbb {C} } zugrunde gelegt.
- Bei einer regulären Matrix {\displaystyle A} berechnet der Gauß-Algorithmus für eine geeignete Permutationsmatrix {\displaystyle P} eine LR-Zerlegung {\displaystyle PA=LR} in das Produkt einer normierten unteren (linken) Dreiecksmatrix {\displaystyle L} und einer oberen (rechten) {\displaystyle R}.
- Die QR-Zerlegung {\displaystyle A=QR} einer Matrix {\displaystyle A} in eine unitäre Matrix {\displaystyle Q} und eine obere Dreiecksmatrix {\displaystyle R} kann unter anderem mithilfe von Householdertransformationen, Givens-Rotationen oder mit dem Gram-Schmidtschen Orthogonalisierungsverfahren berechnet werden.
- In der Jordan-Normalform wird eine Matrix ähnlich auf eine Dreieckgestalt transformiert, die beinahe diagonal ist.
- In der Schur-Normalform wird eine Matrix unitär ähnlich in eine Dreiecksmatrix transformiert. Das QR-Verfahren berechnet diese numerisch.